# HD 90156 b
HD 90156 b (también conocido como HIP 50921 b) es un planeta extrasolar que orbita la estrella de tipo G de la secuencia principal HD 90156, localizado aproximadamente a 73 años luz, en la constelación de Hydra.Este planeta tiene al menos 17 veces la masa de la Tierra y tarda 49,8 días en completar su periodo orbital, con un semieje mayor de 0,264 UA. Sin embargo, a diferencia de la mayoría de los exoplanetas conocidos, su excentricidad no se conoce, pero es habitual que se desconozca su inclinación. Este planeta fue detectado por HARPS el 19 de octubre de 2009, junto con otros 29 planetas. El astrónomo Wladimir Lyra (2009) ha propuesto Ianira como el nombre común posible para HD 90156 b.